# Leça Futebol Clube
Leça Futebol Clube je nogometni klub iz gradića Leçe da Palmeire na portugalskom sjeveru (concelho de Matosinhos, okrug Porto). Klub je utemeljen 1912. godine. U sezoni 2019./20. klub igra u Campeonato de Portugal (3. rang), u Serie B.
Klupske boje su zelena i bijela.

## Vanjske poveznice
- Klub at Zerozero.pt ([[por.]])